# الحماد (رشيد)
قرية الحماد هي إحدى القرى التابعة لمركز رشيد في محافظة البحيرة في جمهورية مصر العربية. حسب إحصاءات سنة 2006، بلغ إجمالي السكان في الحماد 8421 نسمة، منهم 4412 رجل و4009 امرأة. كانت القرية موقعًا لمعركة عنيفة بين قوات والي مصر محمد علي باشا والمقاومة الوطنية من جانب وقوات حملة فريزر في 21 أبريل 1807، وانتهت بانتصار القوات المصرية وخسارة الإنجليز خسائر كبيرة.

## التاريخ
قرية الحماد من القرى القديمة، حيث وردت باسم «منية بني حماد» في أعمال البحيرة ضمن قرى الروك الصلاحي التي أحصاها ابن مماتي في كتاب قوانين الدواوين، كما وردت باسم «منية حماد» في أعمال فوه والمزاحمتين ضمن قرى الروك الناصري التي أحصاها ابن الجيعان في كتاب «التحفة السنية بأسماء البلاد المصرية». وفي العصر العثماني وردت باسم «الحماد» في التربيع العثماني الذي أجراه الوالي العثماني سليمان باشا الخادم في عصر السلطان العثماني سليمان القانوني ضمن قرى ولاية البحيرة، وفي تاريخ 1228هـ/1813م الذي عدّ قرى مصر بعد المسح الذي قام به محمد علي باشا باسم «الحماد» ضمن قرى مديرية البحيرة.